# الدبلوماسية في الحرب الثورية الأمريكية

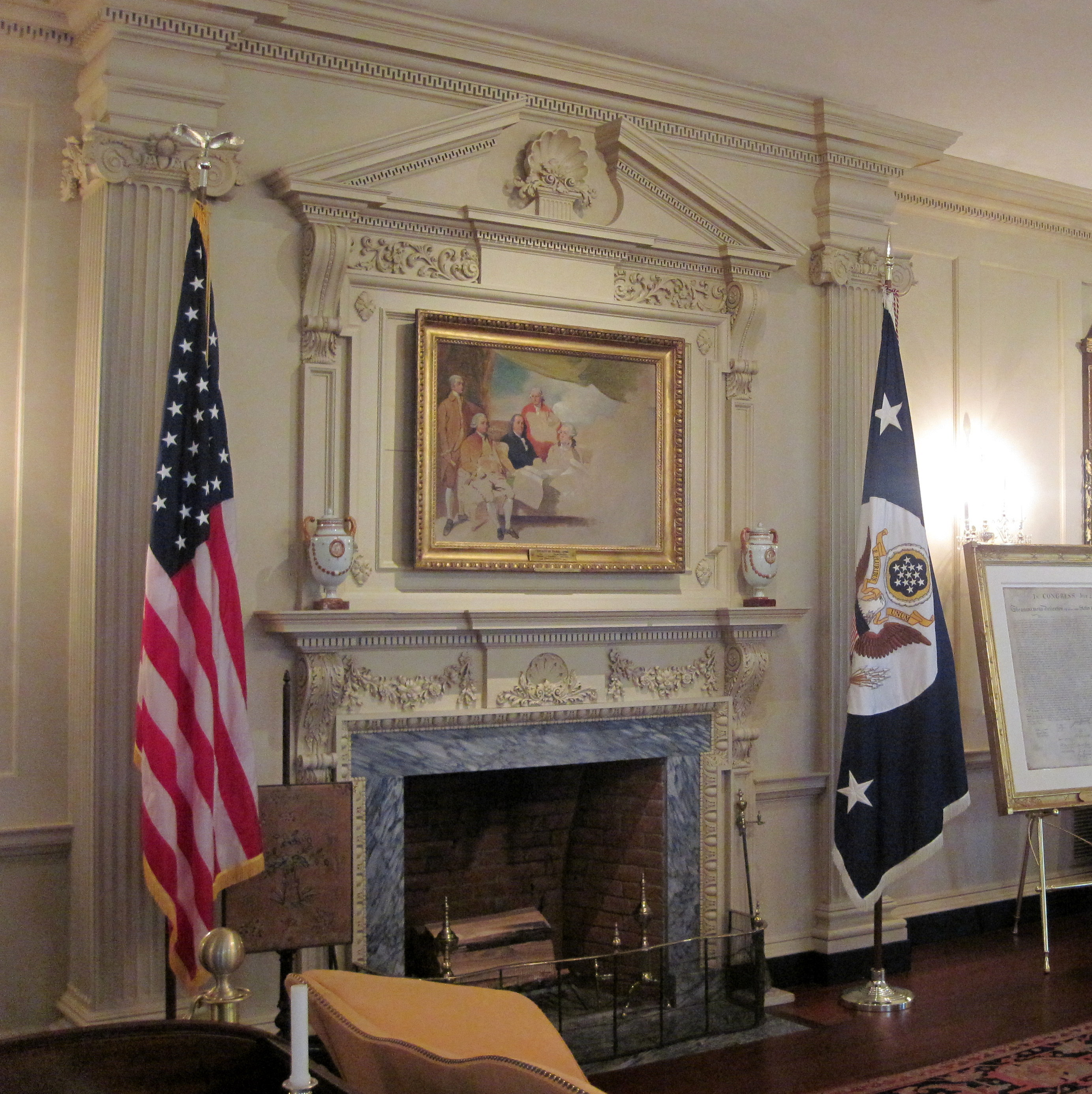
قاعة الرسم الرسمية لجون كوينسي آدامز في مبنى هاري إس ترومان، مقر وزارة الخارجية الأمريكية في واشنطن العاصمة

خلّفت الدبلوماسية في الحرب الثورية أثرًا هامًا على الثورة مع تطوير الولايات المتحدة الأمريكية لسياسة خارجية مستقلة.

## دبلوماسية الكونغرس القارية
قبل الحرب الثورية، كان تناول العلاقات الاستعمار الخارجية يجري في لندن. كان للمستعمرات وكلاء في المملكة المتحدة، وأقاموا مؤتمرات بين المستعمرات. خضعت المستعمرات لتسويات السلام الأوروبية ولتسويات مع القبائل الهندية ولاتفاقيات بين المستعمرات.
ابتداءً من عام 1547، شكلت عدة مستعمرات لجان مراسلات. وسن البرلمان قانون الشاي في عام 1773، وبعد حادثة حفلة شاي بوسطن، سن البرلمان قانون ميناء بوسطن وقانون حكومة ماساتشوستس (أو قوانين لا تطاق) في عام 1774.

### قرار تصالحي
تولى لورد نورث دورًا غير معهود كمصلح لمسودة قرار أُقر في 20 فبراير 1775. كانت تلك محاولة للتوصل إلى تسوية سلام مع المستعمرات الثلاث عشر مباشرة قبل اندلاع الحرب الثورية الأمريكية، وأعلنت أن أي مستعمرة ساهمت في الدفاع المشترك وقدمت الدعم للحكومة المدنية وتطبيق العدالة (مثلًا ضد أي تمرد مناهض للملكية) ستعفى من دفع الضرائب أو الواجبات ما عدا تلك الضرورية لتنظيم التجارة، وُجهت وأرسلت إلى المستعمرات الفردية، وتجاهلت عن عمد المؤتمر القاري.
كان اللورد نورث يأمل في تفريق المستعمرين عن بعضهم، وبالتالي إضعاف أي حركات للثورة\الاستقلال (لا سيما في تلك التي يمثلها المؤتمر القاري).
ثبت أن القرار كان «غير كافٍ ومتأخرًا جدًا»، وبدأت الحرب الثورية الأمريكية في ليكسنغتون في 19 أبريل 1775. أصدر الكونغرس القاري تقريرًا (كتبه بنجامين فرانكلين وتوماس جيفرسون وجون آدامز وريتشارد هنري لي) يعود تاريخه إلى 31 يوليو 1775 يعبر عن رفضه لها.

### عريضة غصن الزيتون
حين انعقد المؤتمر القاري الثاني في مايو 1775، سار معظم المندوبين على خطى جون ديكنسون في سعيه للتصالح مع جورج الثالث ملك بريطانيا العظمى. وبالرغم من ذلك، اعتقدت مجموعة أصغر من المندوبين بقيادة جون آدامز أن الحرب كانت حتمية (أو أنها قد بدأت بالفعل)، ولكنها بقيت هادئة. سمح هذا القرار لجون ديكنسون وأتباعه بالسعي خلف أي وسيلة يريدونها للمصالحة: ونالت عريضة غصن الزيتون الموافقة. صيغت مسودتها للمرة الأولى من قبل توماس جيفرسون، غير أن جون ديكنسون وجد أن لغة جيفرسون كانت تهجمية إلى حد بعيد، فأعاد كتابة معظم الوثيقة، بالرغم من أن بعض الاستنتاجات بقيت تعود إلى جيفرسون. نالت الرسالة الموافقة في 5 يوليو، إلا أنها أمضيت وأرسلت إلى لندن في 8 يوليو 1775. ناشدت الرسالة جورج الثالث بالقول إن المستعمرين كانوا مستائين من السياسة الوزارية، لا من سياسات الملك.

### رسائل إلى سكان لندا
في عام 1774، سن البرلمان البريطاني قانون كيبيك إلى جانب تشريعات أخرى وصفها المستعمرون الأمريكيون بأنها قوانين لا تطاق. كفل هذا الإجراء (من بين أمور أخرى) حقوق الكنديين الفرنسيين في ممارسة الكاثوليكية الرومانية.
كانت الرسائل الموجهة إلى سكان كندا ثلاث رسائل كتبها المؤتمران القاريان الأول والثاني في أعوام 1774 و1775 و1776 للتواصل مباشرة مع سكان مقاطعة كيبيك، التي كانت في ما مضى مقاطعة كندا الفرنسية، التي لم تكن تملك نظامًا تمثيليًا آنذاك. كان هدفهم جذب السكان الناطقين بالفرنسية إلى القضية الثورية الأمريكية. فشل هذا الهدف في نهاية المطاف، وظلت كيبيك، إضافة إلى مقاطعات شمالية أخرى في أمريكا البريطانية، في أيدي البريطانيين. كانت المساعدة الهامة الوحيدة التي حُصل عليها تجنيد فوجين يبلغ مجموعهما أقل من 1000 رجل.

### مبعوثون إلى فرنسا
في ديسمبر من عام 1775، أرسل تشارلز غرافييه كونت دي فيرجين جوليين أليكساندر آشار دي بونفولوار، وهو رسول سري، ليتبيّن آراء المؤتمر القاري. والتقى الرسول بلجنة المراسلات السرية.
في أوائل العام 1776، أُرسل سيلاس دين إلى فرنسا من قبل الكونغرس بصفة شبه رسمية لحث الحكومة الفرنسية على تقديم مساعداتها المالية للمستعمرات. عند وصوله إلى باريس، افتتح دين على الفور المفاوضات مع فيرجين وبيير أوجستن كارون دي بومارشيه ليؤمّن من خلال شركة رودريغيز هورتاليز شحن العديد من الأسلحة والذخائر إلى أمريكا. وجنّد أيضًا عددًا من جنود القارة المرتزقة، كان من بينهم ماركيز دي لافاييت وجوهان دي كالب وتوماس كونواي وكاسيمير بولاسكي وبارون فون شتيوبين.
عُين آرثر لي مراسلًا للمؤتمر في لندن عام 1775.  وأُرسل كمبعوث إلى إسبانيا وبروسيا لكسب دعمهم لقضية المتمردين. كان الملك فريدرش العظيم يكن حقدًا مريرًا على البريطانيين، وأعاق مجهودها الحربي بطرق ماكرة، مثل منع مرور الهسيين. وعلى الرغم من ذلك، تمتعت التجارة البريطانية بأهمية كبيرة جعلت خسارتها أمرًا غير وارد، وكان ثمة خطر التعرض لهجوم من النمسا، ولذلك اتبع سياسة سلام وحافظ رسميًا على الحياد الصارم. كانت إسبانيا مستعدةً لشن حرب على بريطانيا، إلا أنها انسحبت من الدعم الكامل للقضية الأمريكية لأنها كانت تكره الجمهوريانية بشدة، والتي كانت تمثل تهديدًا لإمبراطوريتها في أمريكا اللاتينية.
في ديسمبر من عام 1776، أُرسل بنجامين فرانكلين إلى فرنسا كمفوض للولايات المتحدة. وبقي فرانكلين في فرنسا حتى عام 1785.

## الاعتراف المبكر بالولايات المتحدة

### الهولنديون والمساعدة
في عام 1776، كانت المقاطعات المتحدة أول دولة ترحب بعلم الولايات المتحدة، الأمر الذي أفضى إلى تزايد الشكوك التي كانت تساور البريطانيين حيال الهولنديين. في عام 1778 رفض الهولنديون أن يقفوا إلى جانب بريطانيا عنوة في الحرب ضد فرنسا. كان الهولنديون الموردين الرئيسيين للأمريكيين: مثلًا، في غضون 13 شهرًا منذ عام 1778 حتى عام 1779 طهرت 3,182 سفينة جزيرة سينت أوستاتيوس في الهند الغربية. حين بدأ البريطانيون بالبحث عن أسلحة المتمردين في جميع السفن الهولندية، تبنت الجمهورية رسميًا سياسة الحياد المسلح. أعلنت بريطانيا الحرب في ديسمبر من عام 1780 قبل أن يتمكن الهولنديون من الانضمام إلى عصبة الحياد المسلح. أفضى ذلك إلى الحرب الإنجليزية الهولندية الرابعة التي غيرت اتجاه الموارد البريطانية، إلا أنها أكدت في نهاية المطاف أفول الجمهورية الهولندية.
في عام 1782 تفاوض جون آدامز على قروض تبلغ قيمتها مليوني دولار لإمدادات الحرب من قبل المصرفيين الهولنديين. في 28 مارس من عام 1782، وبعد حملة لعريضة تدعم القضية الأمريكية نظمها آدامز والسياسي الوطني الهولندي جوان فان دير كابيلين، اعترفت هولندا المتحدة باستقلال أمريكا، ووقّعت في وقت لاحق معاهدة تجارة وصداقة.

### المغرب والحماية
أعلن سلطان المغرب محمد الثالث في 20 ديسمبر 1777 أن السفن التجارية الأمريكية ستكون تحت حماية سلطان المغرب وبإمكانها تاليًا أن تتمتع بممرات آمنة. أصبحت معاهدة الصداقة المغربية-الأمريكية في عام 1786 أقدم معاهدة صداقة أمريكية لم يجرِ خرقها.

### فرنسا والتحالف
كان التحالف الفرنسي الأمريكي (المعروف أيضًا باسم معاهدة التحالف) اتفاقًا بين فرنسا والكونغرس القاري الثاني، الذي يمثل حكومة الولايات المتحدة، وجرى التصديق عليه في مايو من عام 1778.
كان فرانكلين، بسحره الظاهري، يتفاوض مع فيرجين من أجل زيادة الدعم الفرنسي بما يتجاوز القروض السرية والمتطوعين الفرنسيين. مع الانتصار الأمريكي في معركة ساراتوجا، أضفى الفرنسيون طابعًا رسميًا على التحالف ضد عدوهم البريطاني، وأجرى كونراد أليكساندر جيرارد دي راينيفال مفاوضات مع الممثلين الأمريكيين فرانكلين وسيلاس دين وآرثر لي.